# Rudka (Tschechien)
Rudka (deutsch Rutkau) ist eine Gemeinde in Tschechien. Sie liegt 21 Kilometer westlich des Stadtzentrums von Brno und gehört zum Okres Brno-venkov.

## Geographie
Rudka befindet sich in der Bobravská vrchovina am Oberlauf der Bobrava, die im Wald nordwestlich des Dorfes entspringt. Nördlich erhebt sich die Prachová (530 m). Im Norden führt die Autobahn D1/E 55/E 65 vorbei, die nächste Abfahrt 168 Devět křížů liegt bei Lesní Hluboké. Südöstlich befindet sich im Tal der Bobrava die erloschene Ansiedlung Chroustov.
Nachbarorte sind Šmelcovna im Nordosten, Domašov im Osten, Říčky im Südosten, Litostrov im Süden, Zbraslav im Südwesten, Příčnice und Stanoviště im Westen sowie Zálesná Zhoř, Zhořský Dvůr und Lesní Hluboké im Nordwesten.

## Geschichte
Rutka wurde im Jahre 1330 erstmals urkundlich erwähnt. Der Ort gehörte zu den Dörfern, die die Königinwitwe Elisabeth Richza dem von ihr gestifteten Zisterzienserinnenkloster Aula Sanctae Mariae in Alt Brünn schenkte. In deutschen Schriften wurde das Dorf anfänglich als Ruden bezeichnet. Der Ortsname leitet sich von einer Erzlagerstätte her. Zum Ende des 15. Jahrhunderts entstand in Rudka als klösterliches Lehn ein Freihof. Als Besitzer des Hofes und der Feste Rudka wird 1497 der Vladike Jaroš von Rudka genannt. Die Feste erlosch wahrscheinlich während des Dreißigjährigen Krieges. Bei Rudka wurde Bergbau auf Eisenerz betrieben und im Dorf arbeiteten mehrere Hammerwerke. Nach der Aufhebung des Zisterzienserinnenklosters Alt Brünn fiel Rudka 1783 dem Religionsfonds zu. 1840 wurde der ehemalige Klosterbesitz an Franz Ritter von Heintl verkauft. Drei Jahre später erwarb ihn Heinrich Eduard Fürst Schönburg-Hartenstein.
Nach der Aufhebung der Patrimonialherrschaften bildete Rudka ab 1850 eine Gemeinde im Brünner Bezirk. Im selben Jahre vernichtete ein Brand sieben Bauernwirtschaften. 1852 brannten erneut elf Häuser nieder. Infolgedessen wurde an der Bobrava ein 58 Ar großer Löschwasserteich angelegt. Im Jahre 1890 wurde die Bezirksstraße von Domašov nach Rudka angelegt, und im Jahr darauf bis Litostrov verlängert. Im Jahre 1902 lebten in dem Dorf 482 Menschen. Der Gemeindewald wurde 1912 aufgeteilt und an die altansässigen Bauern verkauft. 1921 kam die Gemeinde zum Okres Brno-venkov und 1948 wurde sie dem Okres Rosice zugeordnet. Nach der Aufhebung des Okres Rosice kam Rudka 1961 zum Okres Brno-venkov zurück. 1977 wurde Rudka zusammen mit Litostrov, Říčky und Javůrek an Domašov angeschlossen. Im selben Jahre wurde das Geburtshaus von Josef Juran zum Kulturdenkmal erklärt.
1990 entstand die Gemeinde Rudka wieder. Im Jahre 2002 wurden in der Schenke Dreharbeiten für die Serie Černí baroni von Juraj Herz durchgeführt. Seit 2005 führt Rudka ein Wappen und ein Banner.

## Gemeindegliederung
Für die Gemeinde Rudka sind keine Ortsteile ausgewiesen.

## Sehenswürdigkeiten
- Glockenturm
- Betsäule
- Tal Chroustovské údolí der Bobrava, südlich des Dorfes
- Reste der Feste Rudka auf dem Hügel Hrádek

## Söhne und Töchter der Gemeinde
- Josef Juran (1885–1963), Parteifunktionär der KSČ